# Francis Scott Key
Francis Scott Key (Comtat de Carroll, Maryland, 1 d'agost de 1779 – Baltimore, 11 de gener de 1843) va ser un advocat, escriptor i poeta estatunidenc des de Georgetown, escriví la lletra de l'himne dels Estats Units "The Star-Spangled Banner."
Els pares de Francis Scott Key eren Ann Phoebe Penn Dagworthy (Charlton) i el Capità John Ross Key, la seva família tenia una plantació anomenada Terra Rubra on ara està el comtat de Carrol a Maryland. El seu pare era advocat i jutge i oficial de l'Exèrcit continental (Continental Army).
Estudià Dret al St. John's College, Annapolis, Maryland i també rebé formació del seu oncle Philip Barton Key.
Durant la Guerra de 1812, Key, assistí al bombardeig de les forces navals dels Estats Units a la batalla de Baltimore la nit del 13 al 14 de setembre de 1814.
Quan el fum de la batalla s'esvaí Key va veure una bandera dels Estats Units encara onejant i de tornada a Baltimore va escriure un poema sobre aquesta experiència. Amb l'acompanyament musical anys més tard, el 1916, va ser adoptat com a himne oficial dels Estats Units per ordre del seu President Woodrow Wilson. ratificat pel Congrés dels Estats Units i pel President Herbert Hoover el 1931.
Morí a casa de la seva filla el 1843
Key era cosí llunyà de l'escriptor Francis Scott Key Fitzgerald.